# Əhməd Rəcəbli

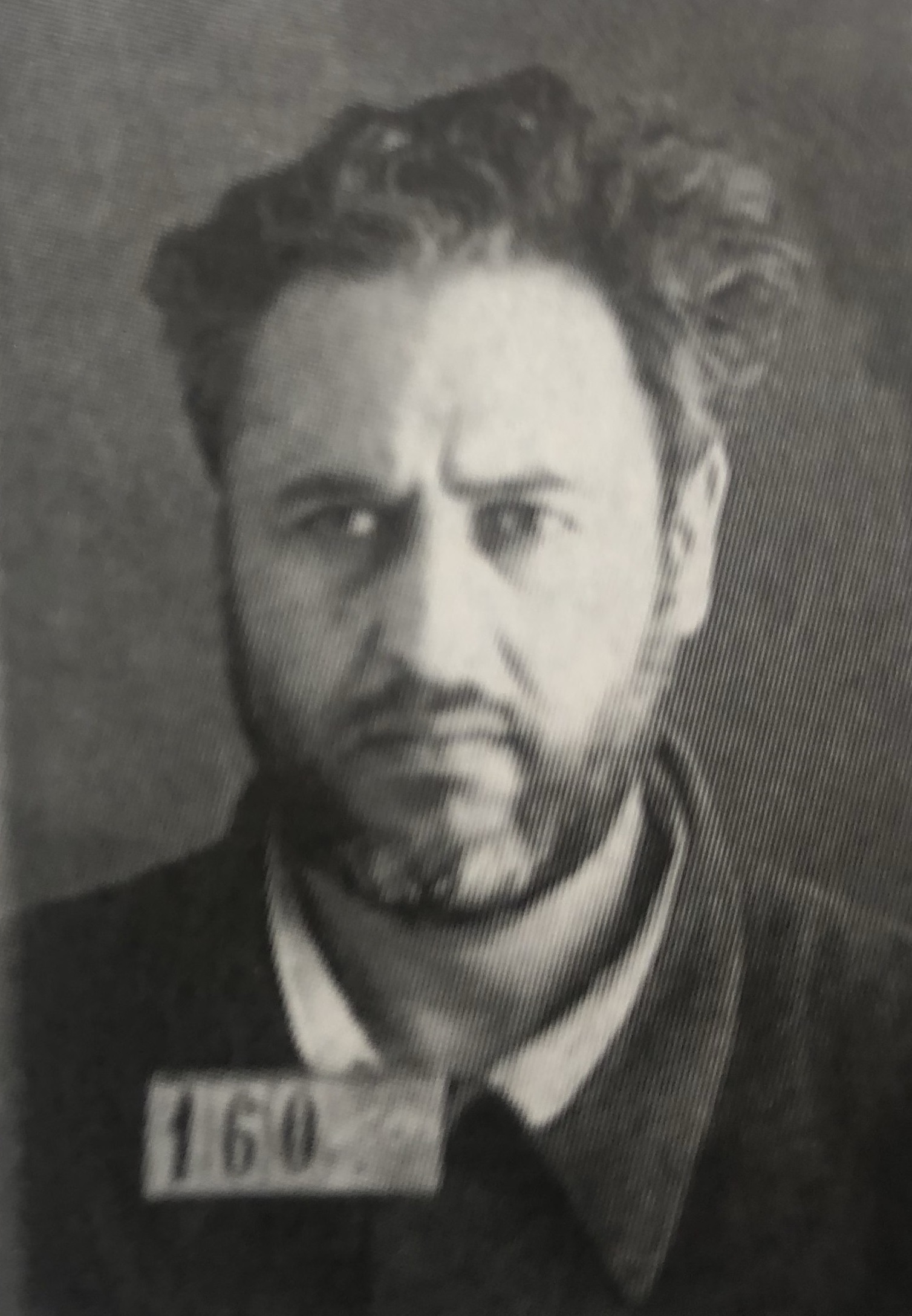
Əhməd Rəcəbli (1937)

Əhməd Rəcəbli (eingedeutscht Ahmad Radschabli; * 28. September 1898 in Eriwan, Gouvernement Eriwan, Russisches Kaiserreich; † 15. Dezember 1963 in Moskau, RSFSR, UdSSR) war ein aserbaidschanischer Wissenschaftler, Agronom und Genforscher.

## Leben
Rəcəbli wurde 1907 in das klassisch-russische Gymnasium von Eriwan aufgenommen und schloss dieses im Jahr 1915 mit Auszeichnung ab. Die Gründung der Demokratischen Republik Aserbaidschan am 28. Mai 1918 sollte sich künftig als Wendepunkt seiner akademischen Laufbahn herausstellen. 1919 rief die Regierung das staatliche Stipendienprogramm ins Leben, das vom Parlament Aserbaidschans finanziert wurde. Erklärtes Ziel war es, ein Netzwerk einheimischer Wissenschaftler aufzubauen, die in Europa studieren und nach ihrem Abschluss in der Heimat arbeiten sollten. Rəcəbli gehörte zu den Ausgewählten dieses Programms. Er ließ sich am Höheren Königlichen Institut für Experimentelle Landwirtschaft im italienischen Perugia einschreiben.
Nach dem Abschluss kehrte Rəcəbli 1924 nach Aserbaidschan zurück. Die neue Sowjetführung des Landes beorderte ihn in die Stadt Zaqatala, wo er zum Direktor der landwirtschaftlichen Berufsschule ernannt wurde. Diese Position bekleidete er sechs Jahre.
In den Jahren 1930–1936 war er als assoziierter Professor, einschließlich von 1931 bis 1934 als Abteilungsleiter im Aserbaidschanischen Landwirtschaftsinstitut in Gəncə (damals Kirow) tätig.
1935 erhielt Rəcəbli den Titel eines Professors und wurde im selben Jahr Mitglied der Abteilung für subtropische Pflanzen der allsowjetischen Akademie für Agrarwissenschaften in Leningrad (heute Sankt Petersburg) unter der Leitung des berühmten Genetikers Nikolai Iwanowitsch Wawilow.
Mitten in der heißen Phase seines Promotionsstudiums wurde Rəcəbli im Sommer 1937 von der sowjetischen NKWD der „kontrarevolutionären Aktivitäten“ beschuldigt und in einen Gulag-Arbeitslager nach Magadan verbannt, wo er acht Jahre verbrachte. Unter den rauen Bedingungen von Magadan gründete er einen landwirtschaftlichen Nebenbetrieb und züchtete unter anderem frostbeständige Gemüsesorten.
1945 kehrte Rəcəbli aus dem Exil zurück. In Baku widmete er sich für einige Jahre den wissenschaftlichen und pädagogischen Tätigkeiten, ehe er 1950 zum zweiten Mal verhaftet und erneut verbannt wurde, diesmal nach Kasachstan. Nach Stalins Tod im März 1953 wurde er rehabilitiert und kehrte heim.
1958 wurde Rəcəbli zum Vorstandsmitglied der aserbaidschanischen Akademie der Agrarwissenschaften und zum Leiter der Abteilung für Pflanzenindustrie.
Rəcəbli starb im Dezember 1963 am Herzinfarkt.